# Augustin Ngirabatware
Augustin Ngirabatware (Gisenyi, 12 de gener de 1957) és un antic ministre ruandès condemnat pel Tribunal Penal Internacional per a Ruanda (TPIR) per la seva participació en el genocidi.

## Biografia
Augustin Ngirabatware fou membre del Moviment Republicà Nacional per la Democràcia i el Desenvolupament (MRND). Doctor en ciències econòmiques de la universitat de Friburg (Suissa), Ngirabatware fou professor a la Universitat Nacional de Ruanda (1986-1994) i ministre de Planificació (1990-1994).
Augustin Ngirabatware era a prop de les autoritats franceses, « gaudeix de la confiança del President Juvénal Habyarimana [...], era apreciat per les seves habilitats i coneixements dels dossiers».
Després del genocidi de Ruanda es va refugiar amb la seva família a l'ambaixada francesa a Kigali entre el 7 (o el 8) i el 12 d'abril de 1994. Va mantenir la seva cartera de ministre de planificació del govern interí ruandès, format el 8 d'abril.
Va publicar el setembre de 2006 el llibre Rwanda : Le faîte du mensonge et de l'injustice, en el que afirma que el Tribunal Penal Internacional per a Ruanda ha estat « establert per les Nacions Unides sobre premisses falses » i que « ne podia aplicar justícia ».
El 20 de desembre de 2012 el TPIR el va declarar culpable de genocidi, incitació directa i pública a cometre genocidi i violació com a crim contra la humanitat i condemnat a trenta-cinc anys de presó.
En l'apel·lació, fou reconegut condemnat per genocidi i reduïda la pena a trenta anys de presó.